# Gerri
|  | Per a altres significats, vegeu «Gerri de la Sal». |

Gerri o Kerri és una ciutat del Sudan a la part sud del congost de Sabaluka a uns 70 km al nord de la unió dels rius Nil Blau i Nil Blanc.
Fou important com a seu dels xeics abdallabi que cobraven tribut als nòmades i que com a vassalls dels sultans funj del soldanat de Sennar eren considerats sobirans de totes les tribus àrabs. Els dos primers xeics eren prestigiosos homes sants que van propagar l'islam en una zona marginal vers el segle xv. El xeic abdallabi Hamad Abu Danana fou derrotat pel sultà funj Adlan I ibn Unsa I el 1607/1608 a la batalla de Kardodj; la seva tomba a Kerri va esdevenir lloc de peregrinació. Altres xeics destacats foren Dhiyab ibn Badi que va construir una medina a Kerri (1736) i el seu oncle i successor Abd Allah III ibn Adjib III (mort 1747) que va traslladar la capital a Halfayat al-muluk, més al sud, a la vora del curs principal del Nil. Va restar capital del xeicat fins al 1821 quan va quedar ocupada per les forces turcoegipcies.